# WMS Industries

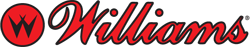
Ehemaliges Logo von Williams Electronics

WMS Industries, Inc. (ehemals Williams Electronics) war ein US-amerikanischer Hersteller von Spielautomaten und Casino-Systemen, vormals auch von Flipperautomaten, Arcade-Spielen, Bowling-Automaten und ähnlichen Geräten. Er wurde nach einer Übernahme 2013 durch die Firma Scientific Games Corporation im Jahr 2016 mit dieser fusioniert.

## Unternehmensgeschichte

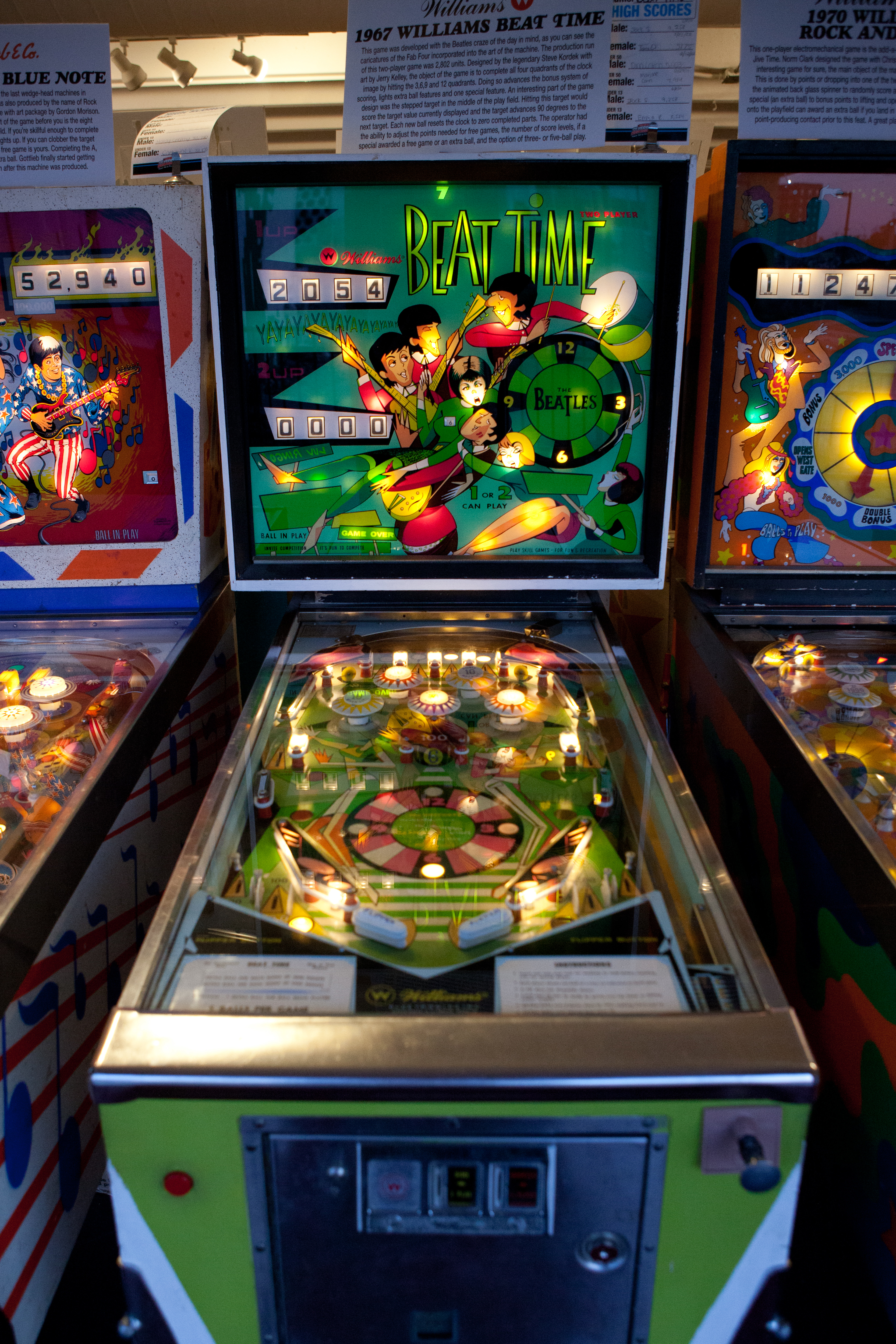
Beat Time (1967), Silver Ball Museum in Asbury Park, NJ

Das Unternehmen geht auf die 1943 gegründete Williams Electronic Manufacturing Company von Harry E. Williams zurück. 1958 übernahm Sam Stern das Unternehmen. Harry Williams arbeitete bis zu seinem Tod 1983 als freier Designer und Entwickler weiter. Auch Bally und Stern brachten bis in die 1980er von Harry Williams entworfene Flipper auf den Markt. Das zackige eingekreiste „W“ war ab 1962 Unternehmenssymbol, es wurde vom Designer Jerry K. Kelley entworfen.
Ab 1968 hieß das Unternehmen Williams Electronics, Inc. und siedelte in ein hochmodernes Gebäude in der California Avenue in Chicago um. 1976 verließ Sam Stern die Firma und gründete Stern Electronics. 1979 brachte Williams mit Flash den bis dato meistgebauten Automaten der Unternehmensgeschichte auf den Markt und wurde damit innerhalb eines Jahres zum Marktführer.

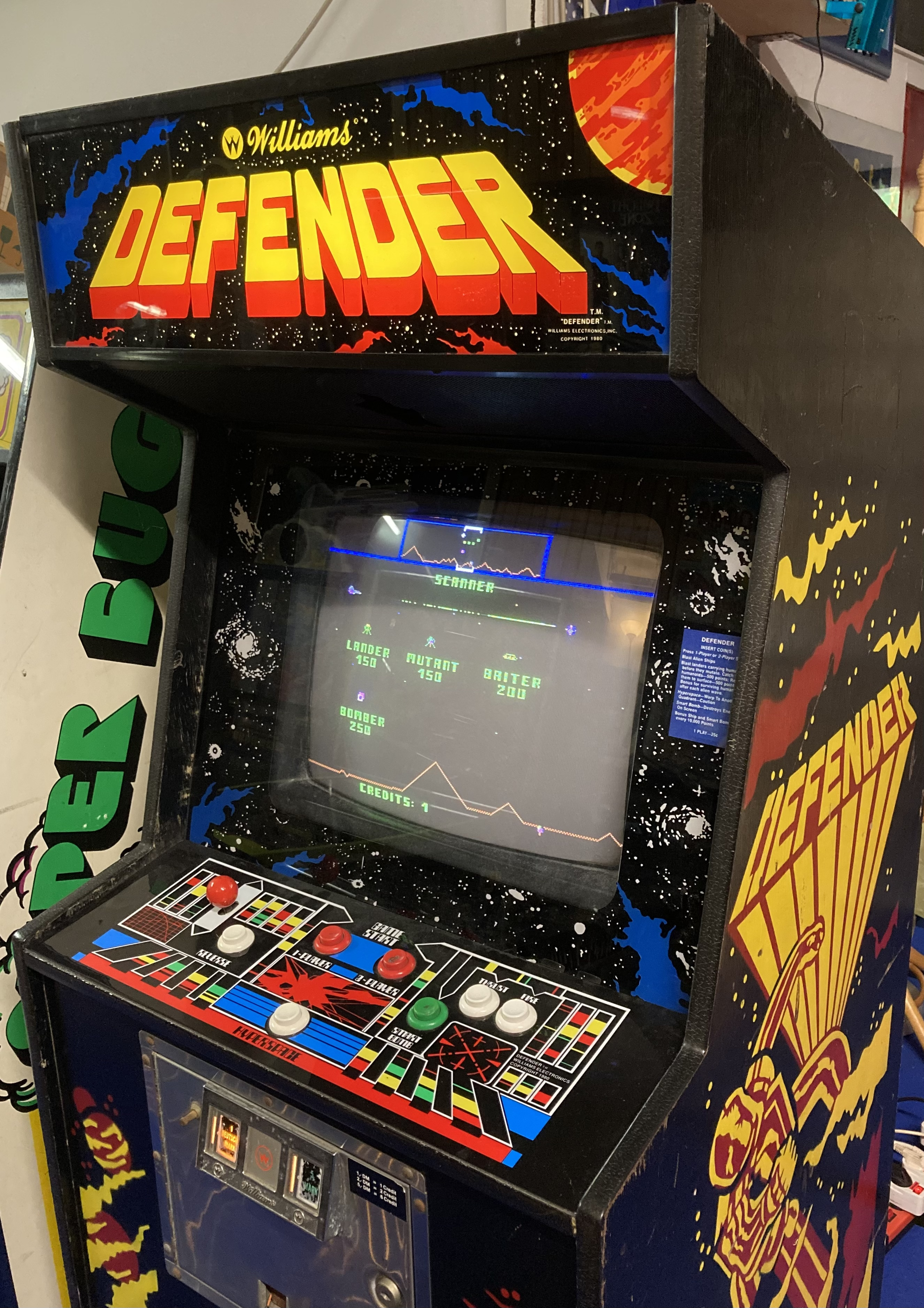
Williams Defender Arcade Game

1981 stieg die Firma mit Defender sehr erfolgreich in die Entwicklung von Arcade-Videospielen ein. 1994 begann sie mit der Entwicklung und Produktion von Slot-Machines und ist seitdem im Bereich von Geldspielautomaten etabliert.
Einige Markenrechte wurden 1998 an das wenig erfolgreiche Spinoff Midway Games weitergegeben.
Im Jahr 1999 wurde die Herstellung und der Vertrieb von Flipperautomaten nach kommerziellem Misserfolg der Pinball-2000-Plattform, die ein Videobild auf eine halb-spiegelnde Flipperscheibe projizierte, eingestellt. Da Williams im Jahre 1988 den ehemaligen Marktführer und Kontrahenten Bally übernommen hatte, verschwanden somit zwei Unternehmen gleichzeitig vom Markt. Dies markierte eine fundamentale Konsolidierung des Flippermarktes, die faktisch nur die von Gary Stern, dem Sohn von Sam Stern, geleitete Williams-Konkurrenzfirma Data East/Sega in Form eines Buyouts im selben Jahr als Stern Pinball überlebte.
WMS Industries Inc. wurde im Jahr 2013 ein Tochterunternehmen von Scientific Games Corporation, 2016 wurde der Firmenname komplett aufgegeben. WMS ist weiterhin eine wichtige Marke bei Casino-Geldspielsystemen.

### Flipper- und Arcade-Produkte
Innovationen von Williams waren unter vielen anderen z. B. der Drop-Target (1962), der lange 3-Zoll-Flipperhebel (1968), elektronischer Hintergrund-Sound (1979 mit Flash), Sprache (1979 mit Gorgar), Double-Level-Spielfelder (1980), Rampen und Spielzeuge auf den Spielfeldern (ab 1984), und Spielprogramme, die sich dem Geschick des Spielers anpassten (ab 1986 mit High Speed).
Der erste ganz große Erfolg für Williams in Deutschland war 1965 der Flipper Big Chief, dessen Beliebtheit 1966 von À-Go-Go noch weit übertroffen wurde. Shangri-La von 1967 war ebenso ein sehr erfolgreicher und beliebter Flipper. In den 1970ern gehörten die Modelle Honey (1972), Oxo (1973) und Space Mission (1976) zu den erfolgreichsten Flippern. 1979 und 1980 stellte Williams mit Flash, Gorgar und Firepower, jeweils mit hohen Auflagen von nahezu 20.000 Exemplaren hergestellt, die beliebtesten Geräte dieser Zeit vor und verdrängte Bally von der Marktspitze.
Die bekanntesten Williams-Flipper der heutigen Zeit sind High Speed II: The Getaway, Medieval Madness (trifft man beide heute noch im Einsatz) und andere Titel wie Funhouse oder Junk Yard. Weitere technische Höhepunkte erreichte Williams mit den Flippern Earthshaker (1989) und Whirlwind (1990). Erfolgreiche Arcade-Spiele waren Defender, Joust, Robotron: 2084 und Moon Patrol, letzteres lizenziert von Irem.